# 奈良線

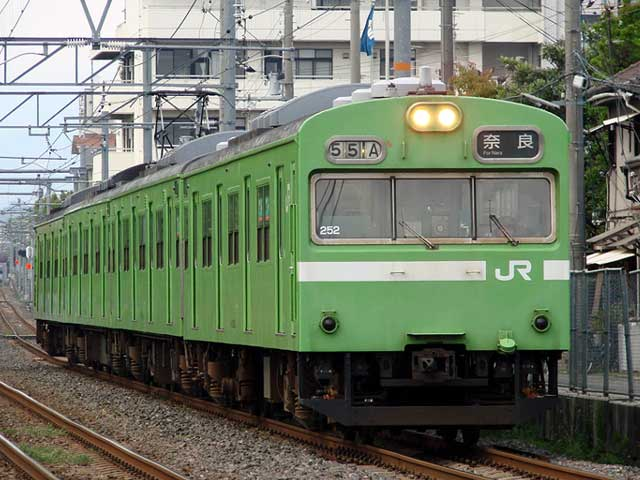
稻荷站附近行走的103系普通

奈良線（日语：／ Nara sen */?）是一條連結京都府木津川市的木津站至京都府京都市下京區的京都站，屬於西日本旅客鐵道（JR西日本）的鐵路線（幹線）。
线路的正式起点站为木津站，终点站为京都站，但运行时刻表和市面售卖的时刻表将京都站至木津站的列车记载为为 "下行 "列车，将木津站至京都站的列车记载为 "上行 "列车
在本文中，根据正式的起点和终点，本线路的车站名和列车运行区段的顺序为以木津站→京都站的方向记述。

## 概要
通車時原為關西本線的支線，系統起點雖然是木津站，但實際上所有列車均直通關西本線開往奈良。而列車運行上，京都站往木津站方向乃下行列車（列車編號為奇數）、逆方向為上行（同偶數）。而奈良線的名稱有以下特點：
1. 京都至城陽、山城多賀至玉水、木津至奈良為雙線路段，其餘少部分為單線路系段，奈良線是位於京都站 - 木津站間，然而全區間皆座落京都府内，完全不在奈良縣内通過及設站。
2. 旅客資訊上和運行系統上的奈良線，是關西本線（大和路線）木津站 - 奈良站間，包含京都站 - 奈良站間。除了部分在城陽站、宇治站的折返列車外，全列車由木津站運行至奈良站，奈良站轉乘資訊與列車內的資訊亦顯示為奈良線，JR西日本的小册子等也將奈良線記載為至奈良站。

JR西日本的都市網路构成路線之一，在京都站和東海道新幹線及東海道本線（琵琶湖線、JR京都線）、山陰本線（嵯峨野線）连接，在木津站和關西本線（大和路線）及片町線（學研都市線）连接。木津站起全列車直通运行至關西本線的奈良站，擔當連結京都市與奈良市2都市的角色。
因為近畿日本鐵道（近鐵）亦有奈良線，故亦有顯示作「JR奈良線」。JR前身的日本國有鐵道（國鐵）時代顯示為「國鐵奈良線」，資訊板的英文表記亦加上國鐵略稱"JNR"。但是近鐵奈良線是連結大阪市（大阪難波站）與奈良市（近鐵奈良站）的路線，實際與JR奈良線有對抗關係的是近鐵京都線。JR西日本雖然於1988年3月13日改正制定了都市網絡各路線的愛稱路線名（JR京都線・JR神戶線等），但奈良線並未設定。
線路颜色為茶色（■），選定理由為"体现日本古都的古典、宁静的形象"。线路记号为D
全線與近畿日本鐵道的京都線競爭。近铁在其全线双轨的线路上运行着更多的列车，而 JR的奈良站距离奈良市中心比近铁奈良站稍远，因此近铁京都线更具优势。但JR西日本依旧正在与近铁竞争，正在将这条过去完全是单线的线路的部分路段双线化，并增加快速列车的班次数量并提高速度。而且日本鐵路周遊券與JR西日本周遊券登場後，外籍觀光客的利用者增加了。同时，宇治 - 京都的区间也与京阪宇治线和京阪本线的宇治 - 中书岛 - 东福寺区间平行。
全線根據旅客營業規則定為大都市近郊區間的「大阪近郊區間」，可以使用IC儲值車票。在上狛站和长池站之间，由于部分车站无人值守，因此安装了简易自动检票机。不屬電車特定區間，但卻有設定京都站－城陽站、奈良站間的特定票價。

### 路線数据

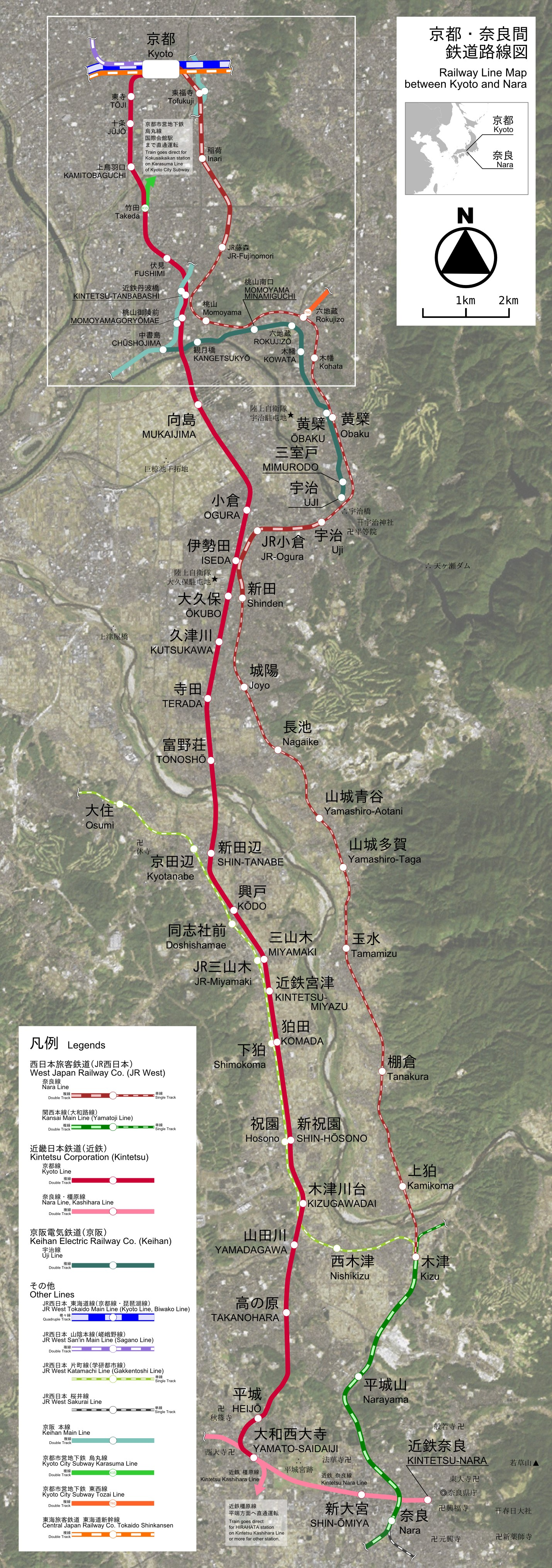
京都・奈良之间的鐵道路線圖
（→SVG版）

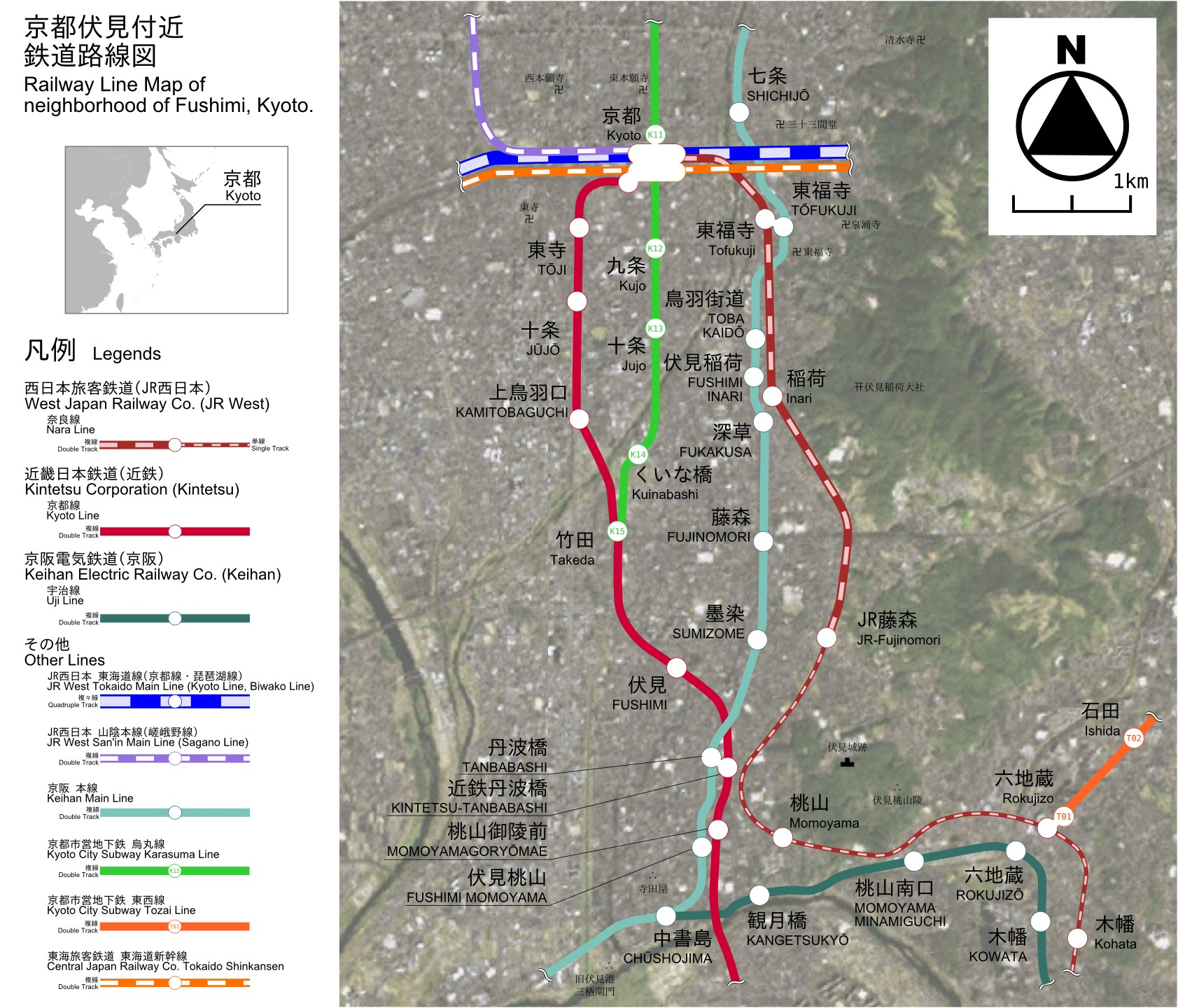
京都伏見附近放大图
（→SVG版）

- 管轄（事業類別）：西日本旅客鐵道（第一種鐵道事業者）
- 路線距離（營業距離）：34.7公里
- 軌距：1,067毫米
- 站數：19個（包括起終點站）
  - 若只限屬於奈良線的車站，排除屬於關西本線的木津站、屬於東海道本線的京都站[10]則為17個。
- 複線路段：玉水站 - 山城多賀站間，城陽站－京都站間
- 電氣化路段：全線電氣化（直流1,500 V）
- 閉塞方式：自動閉塞式
- 保安裝置：ATS-P（據點P方式）與ATS-SW
- 運轉指令所（日语：運転指令所）：大阪綜合指令所（日语：大阪総合指令所）
- 最高速度：
  - 110公里/小時（複線路段）
  - 95公里/小時（單線路段）
- IC卡乘车区间
  - ICOCA区域：全线（全线支持PiTaPa后付费服务）

全線由近畿統括本部管轄。

## 運行形態
各个列车种别的停车站见#車站列表
该线路还用于沿线的观光客的运输，包括京都市伏见稻荷大社和宇治市平等院，也是城阳市和京都府南部其他地区之间的通勤通学线路。但是桃山站 - 新田站間東側的線路過分迂迴（奈良鐵道敷設當時為繞過巨椋池），城陽站以南的走線在城市中心以外等原因，虽然自 JR西日本成立以来，交通状况有所改善，如部分路段实现了双轨化，快速列车也有所增加，但在京都间和地区交通方面，与平行的近铁京都线相比仍有差距。

### 定期列车
线路上运行这四种不同类型的列车：都路快速列车、快速列车、区间快速列车和普通列车。
早上时段，自大和路线会有较特殊的从 JR难波站始发的直通进入本线的列车，自 2022 年 3 月 12 日修订后，平日时刻表只设定两班这种列车，这种列车在 JR难波站和奈良站之间以普通列车运行，在奈良站和京都站之间则会以区间快速列车和快速列车运行。 这些列车在 JR难波站始发时，会被引导为开往京都的列车。反过来而言从京都站到 JR难波站，除了年底和新年假期的通宵运行以及时刻表中断时，没有经由奈良站的直通列车。
| 種別＼駅名 | 京都  | …     | 城陽  | 城陽  | …     | 木津 | 木津 | …   | 奈良 |
| ---------- | ----- | ----- | ----- | ----- | ----- | ---- | ---- | --- | ---- |
| 都路快速   | 2班   | 2班   | 2班   | 2班   | 2班   | 2班  | 2班  | 2班 | 2班  |
| 大和路快速 | ←加茂 | ←加茂 | ←加茂 | ←加茂 | ←加茂 | 1班  | 1班  | 1班 | 1班  |
| 普通       | 2班   | 2班   | 2班   | 2班   | 2班   | 2班  | 2班  | 2班 | 2班  |
| 普通       | 2班   |       |       |       |       |      |      |     |      |

#### 都路快速

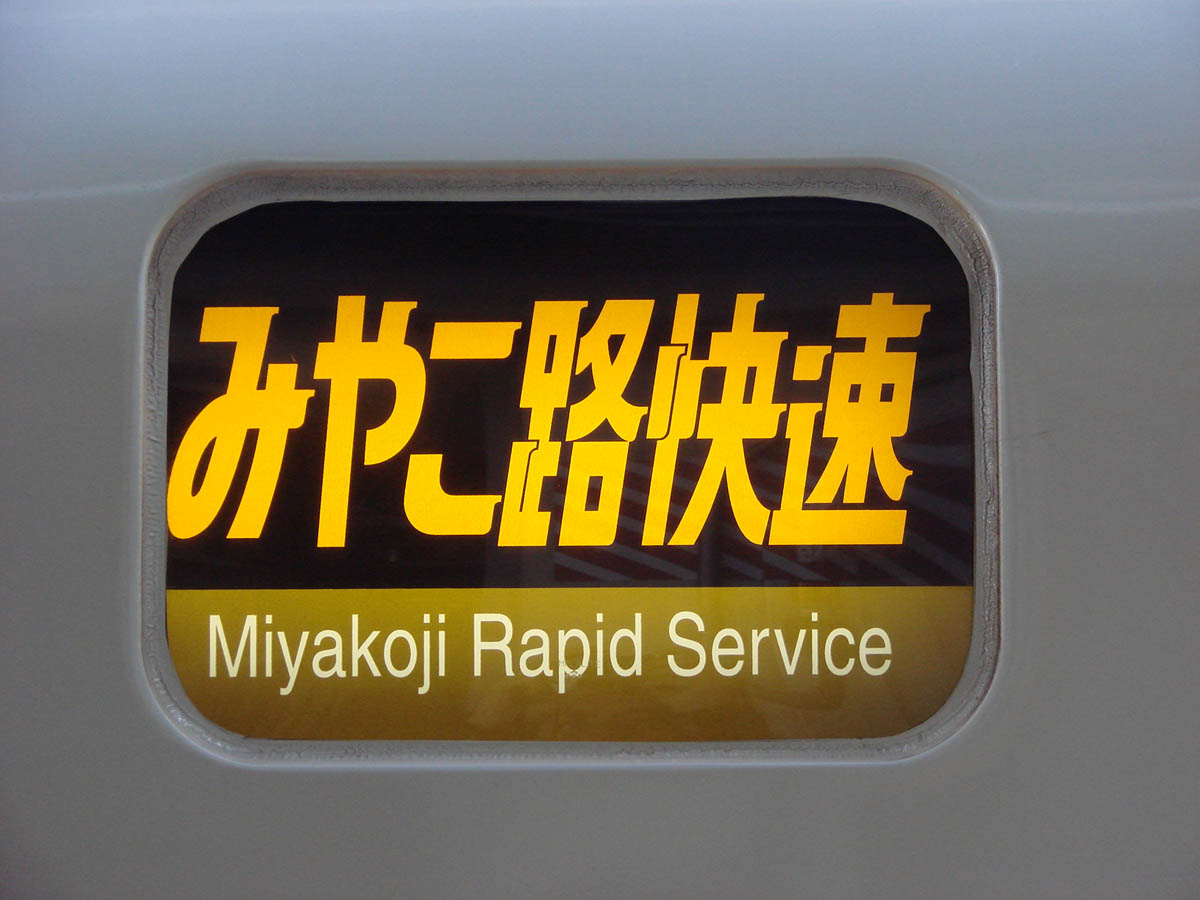
都路快速種別幕

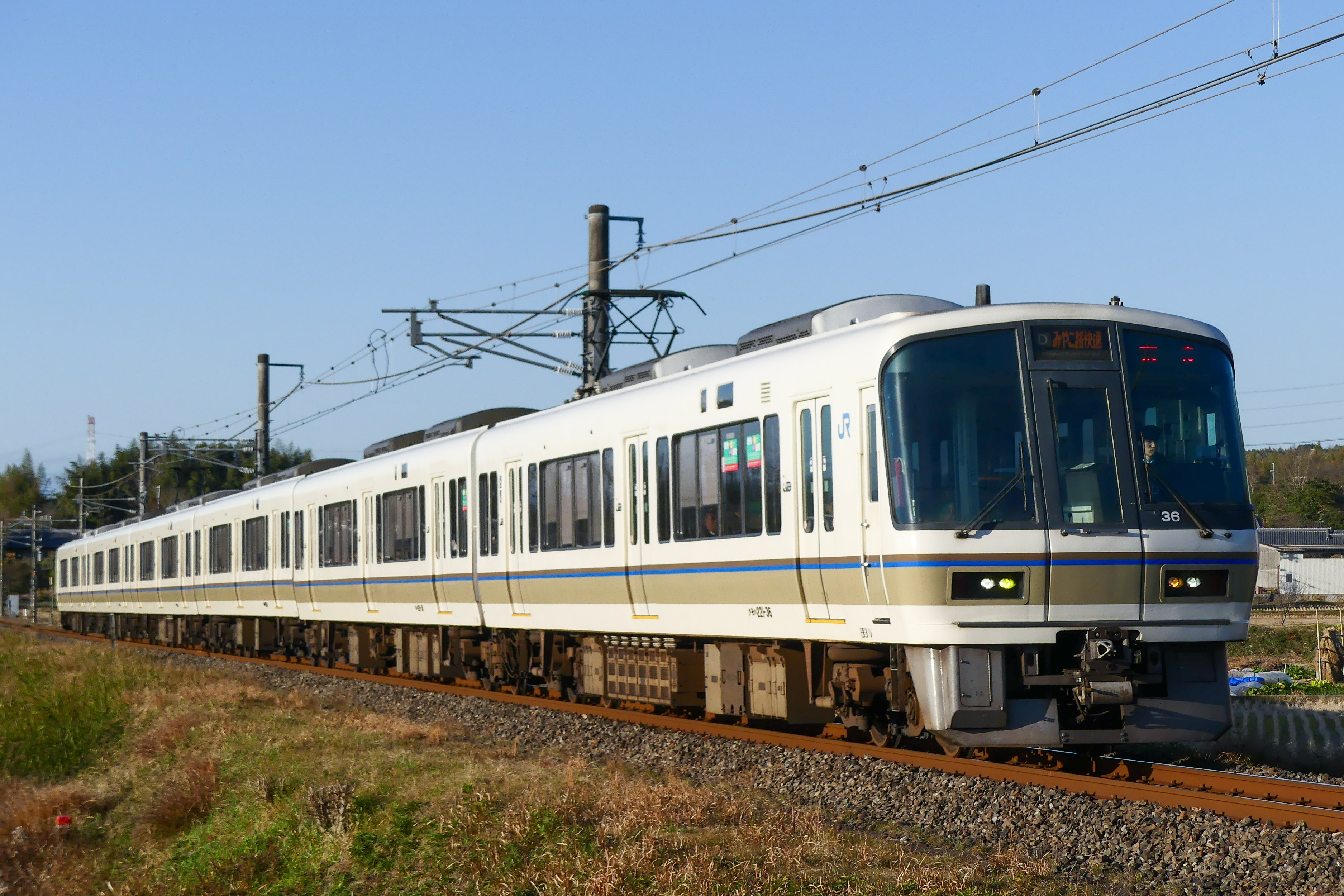
221系电车担当的都路快速

2001年3月3日起设定的最快速的列车种别，主要在白天时段运行在奈良 - 京都之间，於本線全區間內快速運行。沿途只停東福寺站、六地藏站、宇治站、城陽站、玉水站、木津站，以抗衡區內近鐵京都線的急行列車服務。在直通进入关西本线的路段中（即木津 - 奈良段），列车不在大和路快速列车停靠的平城山站停车。
而班次名稱亦經由民眾推薦及投票得出，共錄得2548票，其中包含「古都」、「古都路」等有520票列首位、（乃「京都/都」一詞之日語訓讀）則有386票得第二名，最後採用第三名、得76票的（都路快速）為正式班次名稱。
基本上一小時內開出兩班（每隔半小時），並於宇治站與普通電車緩急接續。另外，於星期六、日，亦有一班往京都站的都路快速列車於城陽站與普通電車緩急接續。除此之外，作為連結京都及奈良兩處歷史名城的快速列車，不僅本地人，外國遊客使用者甚眾。再者，本列車得同時擔任連結京都市至宇治市、城陽市等近郊地區的通勤通學服務。在双轨化完成前的时刻表中，由于下行列车和上行列车需要在单轨路段需要停车等待列车通过，因此下行列车和上行列车所需的时间略有不同，但 2023 年 3 月 18 日修订的时刻表取消了单轨路段的停车等待时间，因此京都站和奈良站之间的标准行车时间变为上行列车和下行列车均约 44 分钟。
所有班次的车辆均为221系，平日、周末和节假日的所有班次均为六节车厢编组的列车。当时刻表中断时，部分列车可能使用205系列列车运行。
另外，於正月一日至四日之間，因應伏見稻荷大社參拜人潮，列車將加停稻荷站。亦隨著奈良歷史運動（奈良歴史キャンペーン）開幕，曾於2003年及2004年9月至11月的星期六、日，開辦（都路休閒號）連接京都站至櫻井站間(京都至奈良站之間為定期的都路快速)。

#### 快速

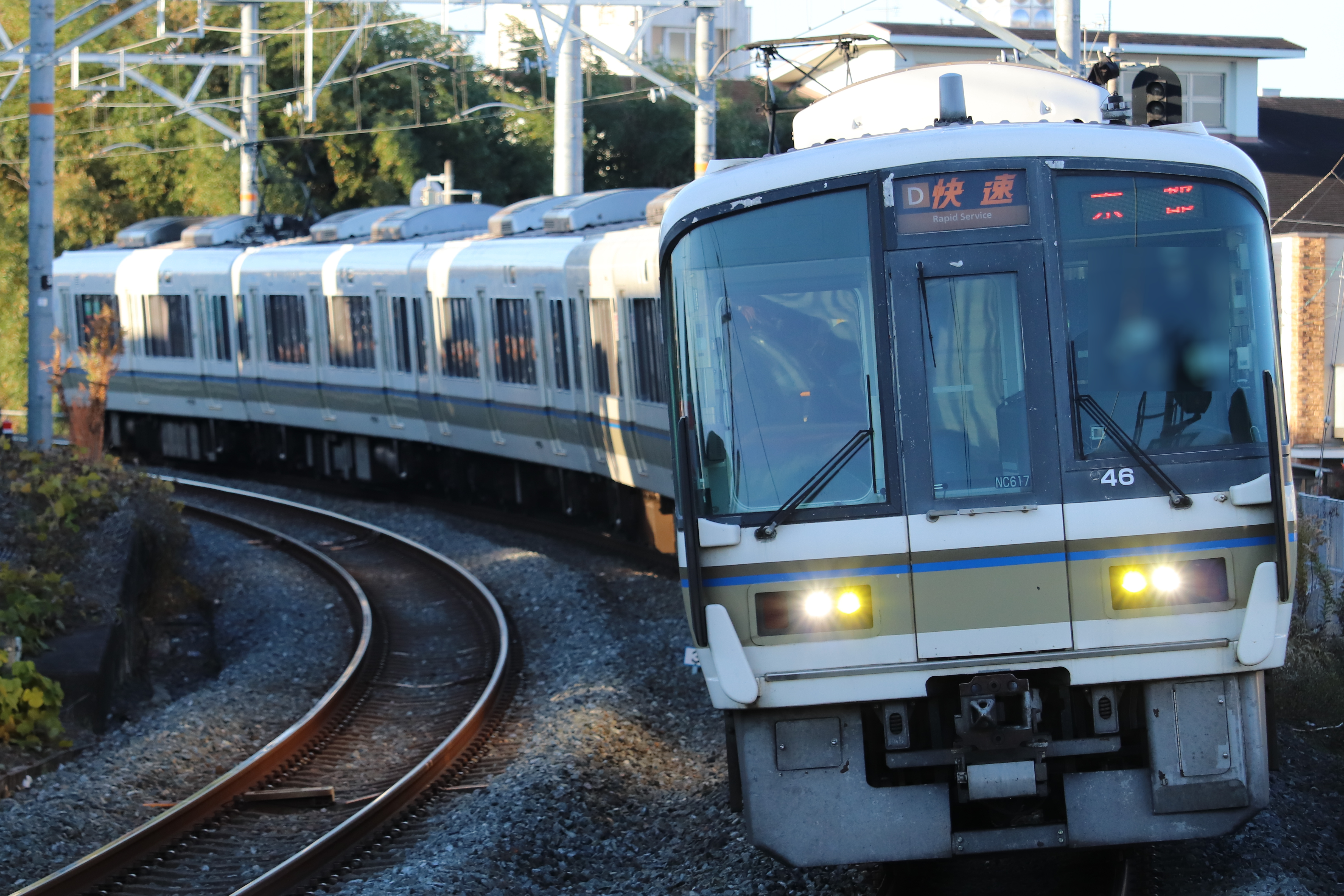
221系电车担当的快速列车

它在早晚高峰期间运行，早高峰时，只运行两个上行班次；晚高峰时，每 30 分钟运行一班下行列车，上行列车则每小时运行一班。 所有列车在本线内的所有路段均快速运行，但也会在都路快速列车通过的新田和 JR小仓站停车，并且与上述都路快速列车一样，也会经过大和路快速列车停靠的平城山站。 所有上下行列车都在宇治站与普通列车进行缓急接续。 所有班次均采用221系列车，由四或六节车厢编组运行。

#### 區間快速

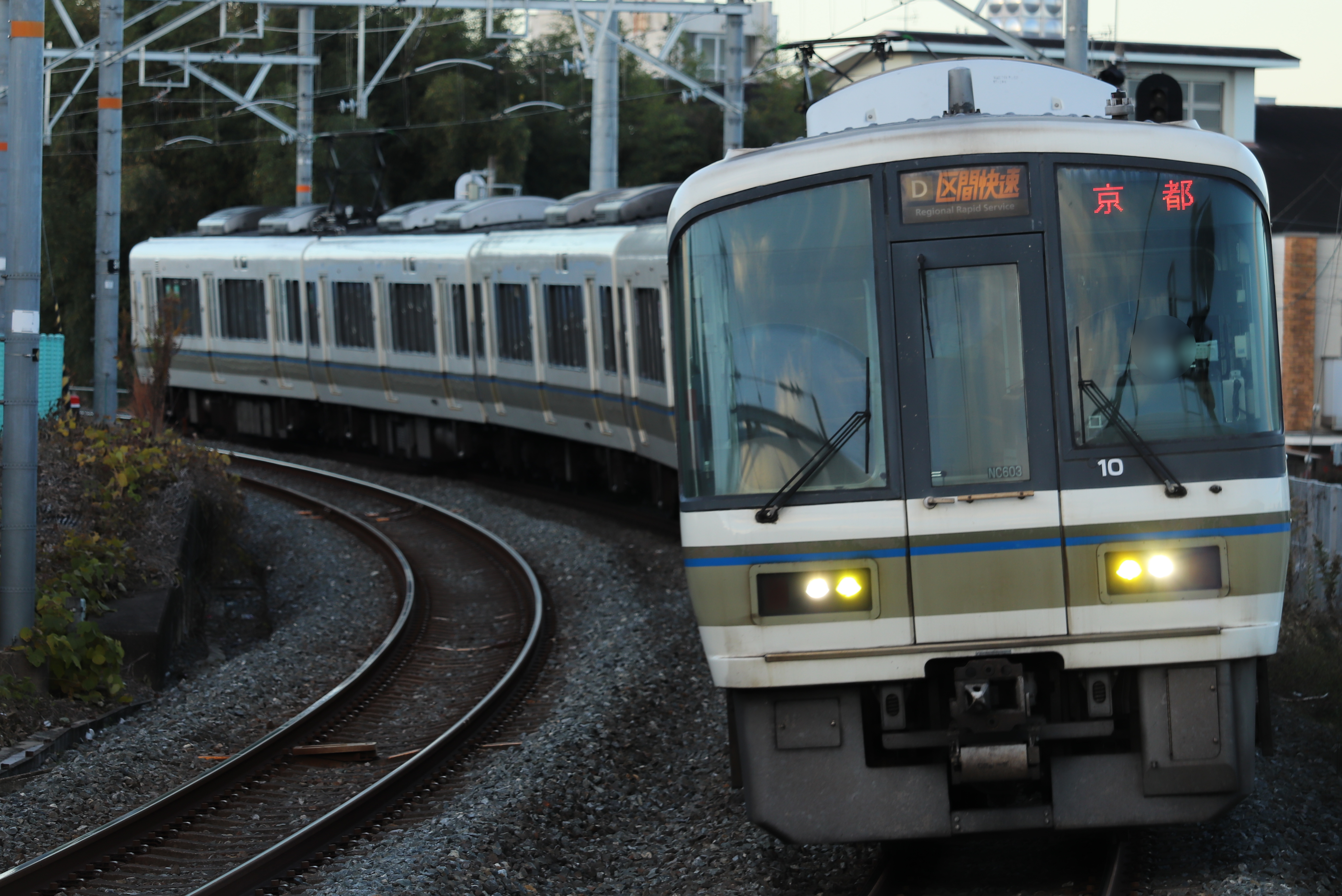
221系电车担当的区间快速

列车在奈良和宇治之间的每个车站停靠，仅在宇治站和京都站之间快速运行。 所有列车（主要在早晨和傍晚）均由 221系的四节车厢编组或六节车厢编组的列车运行。最初只在工作日的时刻表上运行，但自 2006 年 3 月 18 日修订时刻表后，周末和节假日也开始运行。基本上，它不会在中途站超越普通列车，但所有开往京都的上行列车都会在宇治站与普通列车缓急接续。平日上午，两列开往京都的上行列车会从大和路线的 JR难波站出发，在大和路线内的每个车站停靠，进入本线后则为区间快速。
奈良线的区间快速列车使用带有线路颜色的方向幕，以防止旅客将其误认为是大和路线的区间快速列车而误乘。方向幕布上的 "区间快速 "文字是橙色，与大和路线的绿色不同。

#### 普通
该列车在所有区间的每个车站都有停靠，基本上在奈良站・城阳站 - 京都站之间运行。 白天，每小时有四班列车运行（城阳站和奈良站之间有两班）。 早晚高峰时段，京都站和宇治站之间也有普通列车运行。
列车基本上由四节车厢编组的 205 系列车和四节车厢或六节车厢编组的 221 系列车组成；2011 年 3 月 12 日修订的时刻表大幅增加了平日运行的 221 系列列车的数量；随着 2016 年 10 月 103系列车报废后，运行方式的改变，平日、周末和节假日约三分之一的列车都由 221 系列列车运行。 221 系列列车的数量大幅增加。
来往奈良站与京都站的普通列车，基本上会在宇治站等待都路快速列车或与快速列车进行缓急接续。 此外，从城阳开出的第一列上行列车会在宇治站等待稍后的区间快速列车进行缓急接续。

## 使用車輛

### 現在使用車輛
全部车辆隶属于吹田综合车辆所，其中三个车门的221系4节车厢编组和6节车厢编组，以及四个车门的205系（0番台和1000番台）的4节车厢编组隶属于奈良支所。 自电气化以来，本线路是近畿本部中唯一没有运行 207 系列和 223 系列等 VVVF变频控制列车的电气化线路。
通常，所有快速列车都由 221系列列车运行。 2017年以前，大部分普通列车都是由103系的四节车厢编组列车运行，但运行普通列车的221系逐渐增多，从2018年3月17日的时刻表修订开始，从吹田车辆综合所日根野支所调入的205系也加入了普通列车的运行。 至于205系的侧面腰线颜色，它们在奈良线开始运行时使用的是转入奈良线之前一直沿用的阪和线的天蓝色（蓝色24号），并没有改为奈良线原有的颜色（黄绿色第6号）。

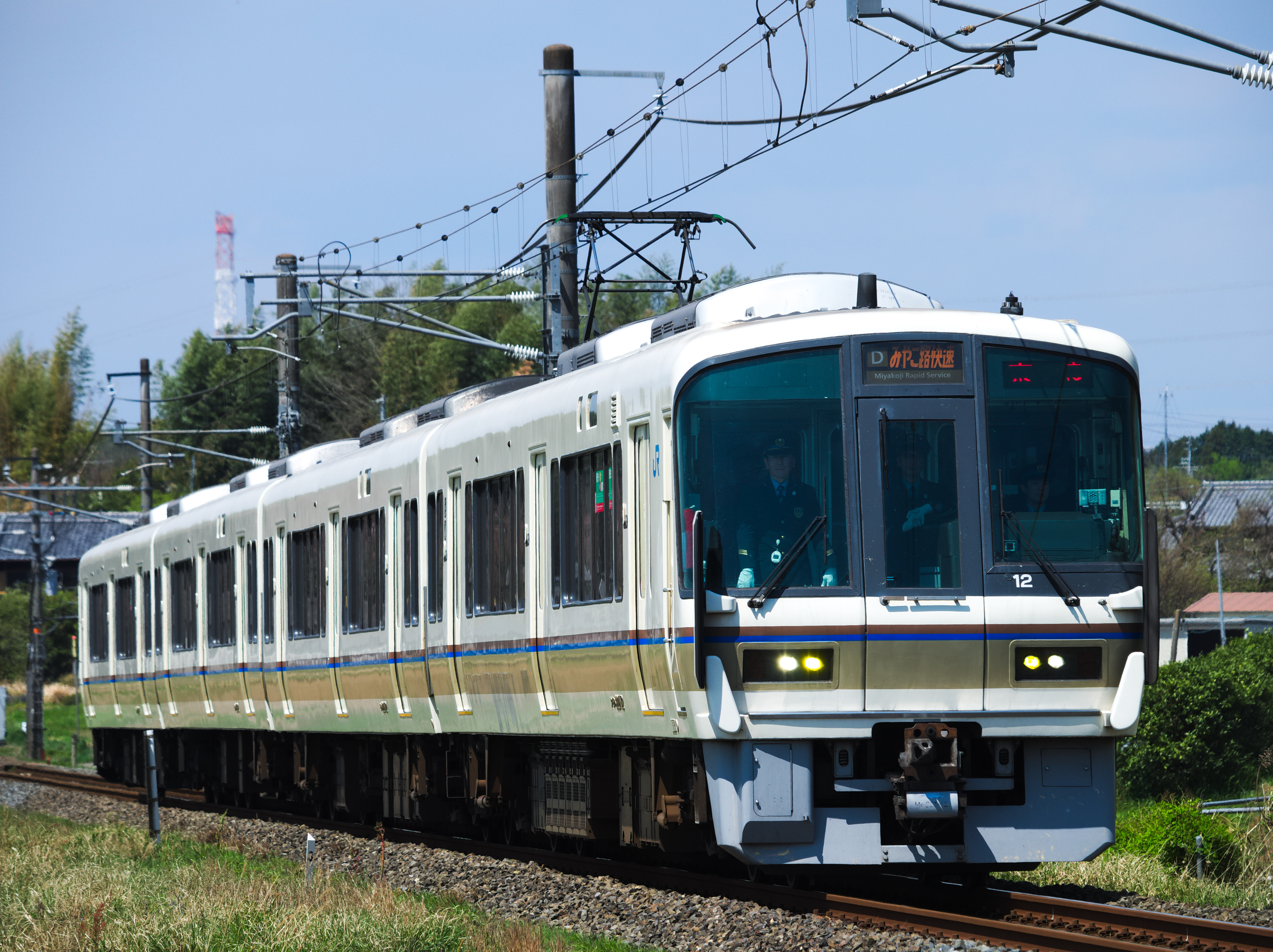
221系都路快速（2018年4月）
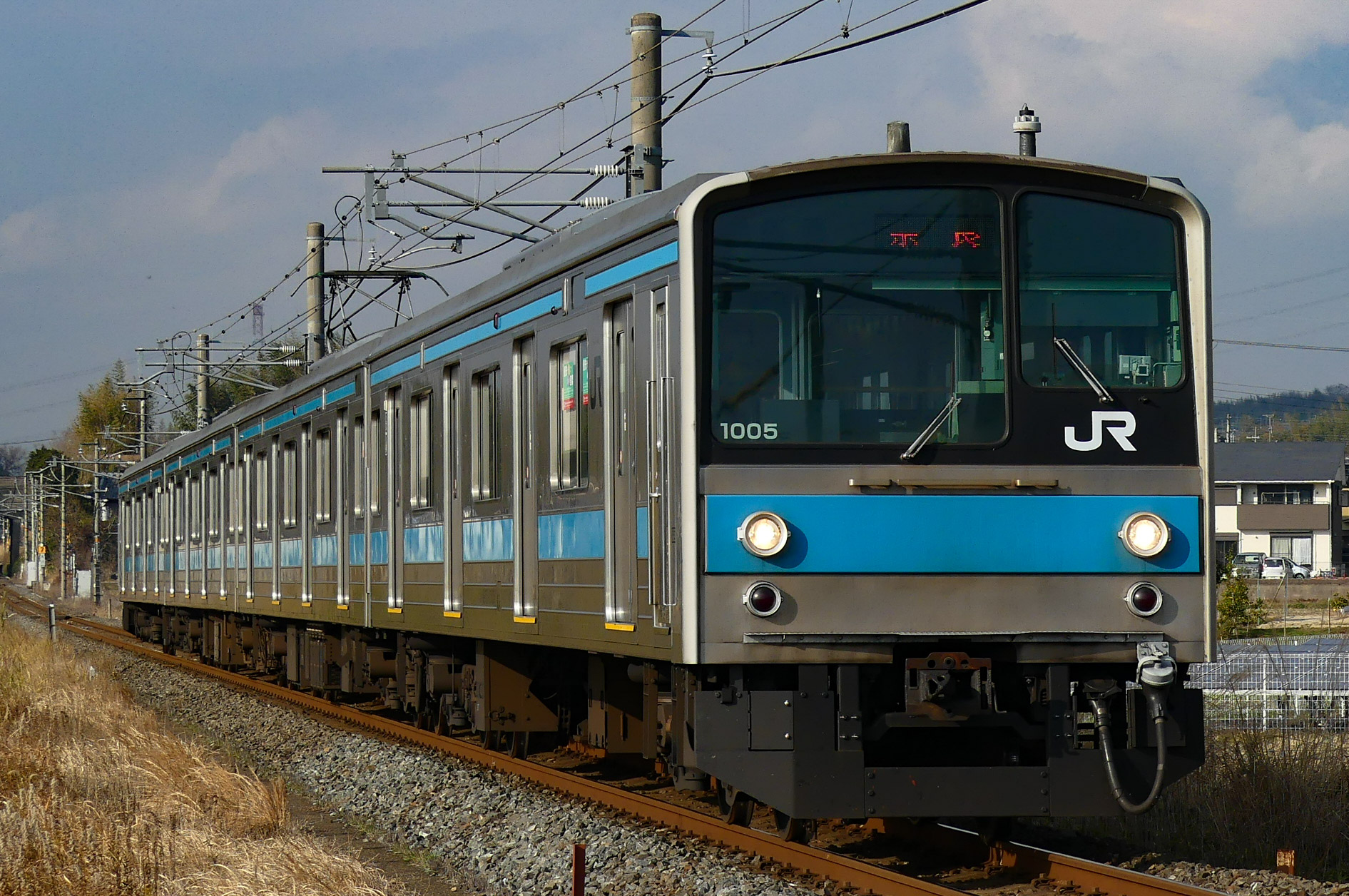
205系（1000番台）普通（2019年1月）

### 過去使用車輛
105系
1984 年 10 月 1 日與奈良線一起電氣化的和歌山線五條站至和歌山站之間以及紀勢本線和歌山站至和歌山市站之間的運行，使用了 103 系列改裝的車輛。 
1994年9月4日，停止運營於奈良線，集中運營櫻井線和和歌山線。 在早高峰時段，還有兩輛2節車廂列車連接成4節車廂列車，以及2節車廂列車與3輛列車連接成6節車廂列車。
113系
主要使用在灰色（灰色 9 號）背景上帶有朱紅色（朱紅色 3 號）帶的“關西主線顏色”列車。 奈良線於 1994 年 3 月 22 日停止運營。
117系
隨著1991年3月16日的時刻表修改，奈良線增加了快速服務，並開始使用宮原電車區（現網干總合車輛所宮原支站）的車輛運行。 自 2001 年 3 月 3 日開通都路快速服務並使用 221 系列後停止運營。
103系
1994年9月4日開始運作。大多數列車為四節車廂列車，但六節車廂列車在早高峰時段運行至 2001 年 3 月 2 日。 以黃綠色6號車廂為主，曾經有一段時間所有普通列車都在運行，但後來更換205系列的列車, 最終也於 2022 年 3 月 11 日停止運營。

## 歷史

### 年表
- 2018年（平成30年）3月17日：正式各站體導入車站編號系統
- 2020年（令和2年）
  - 12月6日：山城多賀站 - 玉水站路段雙線軌道化[19]。
- 2022年（令和4年）
  - 2月27日：新田站 - 城陽路段雙線軌道化[20]。
  - 5月22日：六地藏站 - 黃檗站路段雙線軌道化[21][22]。
  - 12月17日：黃檗站 - 宇治站路段雙線軌道化。
- 2023年（令和5年）
  - 2月26日：JR藤森站 - 六地藏站路段雙線軌道化。第2期雙線軌道化工程（JR藤森駅 - 宇治駅間、新田駅 - 城陽駅間 、山城多賀駅 - 玉水駅間）全面完工。

## 車站列表
- ：特定都區市內制度下「京都市內」地域的車站
- 停靠站
  - 普通 … 停靠所有車站（表中省略）
  - 普通以外的類別 … ●的車站停靠，｜的車站通過
    - 快速 … 奈良線的快速通過平城山站（※），只限關西本線（大和路線）的快速、大和路快速與片町線（學研都市線）的快速停靠
    - 稻荷站（○）在正月三天與1月4日臨時停靠
- 軌道 … ∥：複線路段，◇：單線路段（可進行列車交會），∨：此起往下為單線，∧：此起往下為複線
- 車站編號自2018年3月起引入[23]

| 正式路線名稱 | 車站編號   | 中文站名 | 日文站名 | 英文站名 | 站間營業距離 | 累計營業距離 | 區間快速 | 快速 | 都路快速                                                         | 接續路線、備註 | 軌道          | 所在地        | 所在地        | 所在地        |
| ------------ | ---------- | -------- | -------- | -------- | ------------ | ------------ | -------- | ---- | ---------------------------------------------------------------- | --- | ------------- | ------------- | ------------- | ------------- |
| 奈良線       | JR-D01     | 京都     |          |          | -            | 0.0          | ●        | ●    | ●                                                                | 西日本旅客鐵道： 東海道本線（琵琶湖線、JR京都線）、 湖西線、 山陰本線（嵯峨野線） 東海旅客鐵道： 東海道新幹線 近畿日本鐵道： 京都線 京都市營地下鐵： 烏丸線 | ∥             | 京都府        | 京都市        | 下京區        |
| 奈良線       | JR-D02     | 東福寺   |          |          | 1.1          | 1.1          | ●        | ●    | ●                                                                | 京阪電氣鐵道： 京阪本線 | ∥             | 京都府        | 京都市        | 東山區        |
| 奈良線       | JR-D03     | 稻荷     |          |          | 1.6          | 2.7          | ○        | ○    | ○                                                                | | ∥             | 京都府        | 京都市        | 伏見區        |
| 奈良線       | JR-D04     | JR藤森   |          |          | 2.3          | 5.0          | ｜       | ｜   | ｜                                                               | | ∥             | 京都府        | 京都市        | 伏見區        |
| 奈良線       | JR-D05     | 桃山     |          |          | 2.2          | 7.2          | ｜       | ｜   | ｜                                                               | | ∥             | 京都府        | 京都市        | 伏見區        |
| 奈良線       | JR-D06     | 六地藏   |          |          | 2.4          | 9.6          | ●        | ●    | ●                                                                | 京都市營地下鐵： 東西線 京阪電氣鐵道： 宇治線 | ∥             | 京都府        | 宇治市        | 宇治市        |
| 奈良線       | JR-D07     | 木幡     |          |          | 1.0          | 10.6         | ｜       | ｜   | ｜                                                               | | ∥             | 京都府        | 宇治市        | 宇治市        |
| 奈良線       | JR-D08     | 黄檗     |          |          | 1.4          | 12.0         | ｜       | ｜   | ｜                                                               | 京阪電氣鐵道： 宇治線 | ∥             | 京都府        | 宇治市        | 宇治市        |
| 奈良線       | JR-D09     | 宇治     |          |          | 2.9          | 14.9         | ●        | ●    | ●                                                                | | ∥             | 京都府        | 宇治市        | 宇治市        |
| 奈良線       | JR-D10     | JR小倉   |          |          | 1.4          | 16.3         | ●        | ●    | ｜                                                               | | ∥             | 京都府        | 宇治市        | 宇治市        |
| 奈良線       | JR-D11     | 新田     |          |          | 1.8          | 18.1         | ●        | ●    | ｜                                                               | 近畿日本鐵道： 京都線 …大久保 | ∥             | 京都府        | 宇治市        | 宇治市        |
| 奈良線       | JR-D12     | 城陽     |          |          | 2.1          | 20.2         | ●        | ●    | ●                                                                | | ∨             | 京都府        | 城陽市        | 城陽市        |
| 奈良線       | JR-D13     | 長池     |          |          | 1.8          | 22.0         | ●        | ｜   | ｜                                                               | | ◇             | 京都府        | 城陽市        | 城陽市        |
| 奈良線       | JR-D14     | 山城青谷 |          |          | 2.0          | 24.0         | ●        | ｜   | ｜                                                               | | ◇             | 京都府        | 城陽市        | 城陽市        |
| 奈良線       | JR-D15     | 山城多賀 |          |          | 1.3          | 25.3         | ●        | ｜   | ｜                                                               | | ∧             | 京都府        | 綴喜郡 井手町 | 綴喜郡 井手町 |
| 奈良線       | JR-D16     | 玉水     |          |          | 2.0          | 27.3         | ●        | ●    | ●                                                                | | ∨             | 京都府        | 綴喜郡 井手町 | 綴喜郡 井手町 |
| 奈良線       | JR-D17     | 棚倉     |          |          | 3.0          | 30.3         | ●        | ｜   | ｜                                                               | | ◇             | 京都府        | 木津川市      | 木津川市      |
| 奈良線       | JR-D18     | 上狛     |          |          | 2.8          | 33.1         | ●        | ｜   | ｜                                                               | | ◇             | 京都府        | 木津川市      | 木津川市      |
| 奈良線       | JR-D19     | 木津     |          |          | 1.6          | 34.7         | ●        | ●    | ●                                                                | 西日本旅客鐵道： 關西本線（大和路線）、 片町線（學研都市線）                                                                                                | ∧             | 京都府        | 木津川市      | 木津川市      |
| 關西本線     | JR-D19     | 木津     |          |          | 1.6          | 34.7         | ●        | ●    | ●                                                                | 西日本旅客鐵道： 關西本線（大和路線）、 片町線（學研都市線）                                                                                                | ∧             | 京都府        | 木津川市      | 木津川市      |
| JR-D20       | 平城山     |          |          | 3.2      | 37.9         | ●            | ※        | ｜   |                                                                  | ∥ | 奈良縣 奈良市 | 奈良縣 奈良市 | 奈良縣 奈良市 |               |
|              | 佐保信號場 |          | /        | -        | 40.8         | ｜           | ｜       | ｜   |                                                                  | ∥ | 奈良縣 奈良市 | 奈良縣 奈良市 | 奈良縣 奈良市 |               |
| JR-D21       | 奈良       |          |          | 3.8      | 41.7         | ●            | ●        | ●    | 西日本旅客鐵道： 關西本線（大和路線）、 櫻井線（萬葉Mahoroba線） | ∥ | 奈良縣 奈良市 | 奈良縣 奈良市 | 奈良縣 奈良市 |               |

1. ↑  奈良線時代是平面交差
奈良電氣鐵道以後是立體交差
2. ↑  湖西線的正式起點是東海道本線（琵琶湖線）山科站，但所有列車直通至京都站

### 廢除路段
（）內是京都站起計的營業距離
京都站（0.00）－八條臨時信號所（0.80）－東寺臨時停車場（1.13）－伏見站（5.31）－桃山站（7.08）

### 廢除信號場
- 宇治川臨時信號場：1926年廢除，黄檗站－宇治站間（京都站起計約13.8公里）
- 都跡臨時信號場：平城山站－佐保信號場間（京都站起計約37.8公里）
- 佐紀臨時信號所：佐保信號場－奈良站間（京都站起計約39.3公里）

## 其它

### 奈良線不入奈良縣
縱使列車班次上，除特別短途列車外，所有列車均非以本線系統終端木津站為終點站，而是直接駛進關西本線到達奈良站，然而亦形成現今「奈良線不入奈良縣」的奇怪現象。
1896年3月13日，本路線前身奈良鐵道由玉水站延伸至木津，與關西鐵道木津至加茂線（今關西本線木津至加茂段）相連。4月18日，木津至奈良站開通，京都至奈良站全線貫通，這時候的奈良線的確開進了奈良縣內，於奈良站與關西鐵道大阪至名古屋線相連。此時奈良至加茂之間的走線並非今天的模樣，當時關西鐵道的本線採較直接路線，途徑大佛站而不經木津站。然而奈良 - 大佛 - 加茂這段路線（又稱大佛線）過於陡峭，蒸汽火車無法應付，因此成為運輸瓶頸。
直到1905年，奈良鐵道被併入關西鐵道，更於兩年後廢除大佛線，木津至奈良的這段奈良線區間被劃歸關西鐵道本線，並改木津至加茂為本線，自此奈良線不再進入奈良。同年10月，關西鐵道旋即被日本政府收購國有化，關西鐵道本線被改為今天的關西本線，即便後來歷經國鐵分割民營化而成為JR西日本的路線之一，奈良線的情況還是延續下來。